# (21553) Monchicourt
(21553) Monchicourt (1998 QT55) – planetoida z pasa głównego asteroid okrążająca Słońce w ciągu 3,32 lat w średniej odległości 2,23 j.a. Została odkryta 26 sierpnia 1998 roku.